# Список особо охраняемых природных территорий Омской области
В Омской области по состоянию на 1 апреля 2018 года имелось 30 особо охраняемых природных объекта: 20 регионального и 10 местного значения. 
Баировский и Степной заказники обладали федеральным статусом вплоть до 29 января 2015, когда по решению Правительства России они были преобразованы в государственные природные заказники регионального значения.

## Регионального значения

### Государственные природные заказники
| №  | Наименование                                       | Профиль       | Площадь (га) в т.ч. охранная зона (м²) | Местоположение (АТЕ, координаты)                                     | Дата образования | Примечания                                          |
| -- | -------------------------------------------------- | ------------- | -------------------------------------- | -------------------------------------------------------------------- | ---------------- | --------------------------------------------------- |
| 1  | Баировский                                         | биологический | 68 548,97                              | Колосовский, Саргатский, Тюкалинский 56°07′27″ с. ш. 73°00′23″ в. д. | 17.01.1959       | До 29.01.2015 был заказником федерального значения. |
| 2  | Степной                                            | биологический | 112 574,18                             | Оконешниковский, Черлакский 54°35′55″ с. ш. 75°38′12″ в. д.          | 09.03.1971       | До 29.01.2015 был заказником федерального значения. |
| 3  | Пойма Любинская                                    | ландшафтный   | 1 434,35                               | Любинский 55°13′05″ с. ш. 72°58′55″ в. д.                            | 27.04.1995       | [ 10 ] [ 4 ]                                        |
| 4  | Аллапы                                             | зоологический | 118 370                                | Муромцевский 56°13′26″ с. ш. 75°48′55″ в. д.                         | 26.01.2005       | [ 12 ] [ 4 ]                                        |
| 5  | Заозёрный                                          | зоологический | 233 400                                | Большеуковский, Крутинский                                           | 26.01.2005       | [ 13 ] [ 4 ]                                        |
| 6  | Килейный                                           | зоологический | 129 465                                | Большеуковский 57°10′34″ с. ш. 71°28′37″ в. д.                       | 26.01.2005       | [ 14 ] [ 4 ]                                        |
| 7  | Озеро Эбейты                                       | комплексный   | 10 000                                 | Москаленский, Полтавский, Исилькульский                              | 17.05.2012       | [ 16 ] [ 4 ]                                        |
| 8  | Амринская балка                                    | комплексный   | 401,63                                 | Москаленский, Полтавский                                             | 12.12.2012       | [ 18 ] [ 4 ]                                        |
| 9  | Лузинская дача                                     | зоологический | 30 400                                 | Любинский                                                            | 14.12.1993       | [ 20 ] [ 4 ]                                        |
| 10 | Пеликаньи острова Колония пеликанов на озере Тенис | зоологический | 204                                    | Крутинский                                                           | 26.06.2013       | [ 22 ] [ 4 ]                                        |
| 11 | Лесостепной                                        | зоологический | 71 880                                 | Калачинский, Оконешниковский                                         | 24.07.2013       | [ 24 ] [ 4 ]                                        |
| 12 | Высокий Увал                                       | зоологический | 35 655,12                              | Саргатский                                                           | 24.07.2013       | [ 25 ] [ 4 ]                                        |
| 13 | Надеждинский                                       | зоологический | 29 343                                 | Большереченский                                                      | 24.07.2013       | [ 26 ] [ 4 ]                                        |
| 14 | Приграничный                                       | зоологический | 71 095,42                              | Называевский                                                         | 24.07.2013       | [ 27 ] [ 4 ]                                        |
| 15 | Озеро Ленёво                                       | комплексный   | 125                                    | Муромцевский                                                         | 24.12.2013       | [ 29 ] [ 4 ]                                        |
| 16 | Урочище Екатерининское                             | комплексный   | 1 177                                  | Тарский                                                              | 27.06.2018       | [ 31 ] [ 4 ]                                        |

### Памятники природы
| № | Наименование                                     | Профиль       | Площадь (га) в т.ч. охранная зона (м²) | Административный район | Дата образования | Примечания                                            |
| - | ------------------------------------------------ | ------------- | -------------------------------------- | ---------------------- | ---------------- | ----------------------------------------------------- |
| 1 | Дендропарк имени П. С. Комиссарова               | ботанический  | 6,59 6 053 ±27                         | Омский                 | 28.06.1994       | [ 35 ] [ 4 ]                                          |
| 2 | Областной дендрологический сад имени Г. И. Гензе | ботанический  | 18,59 19 326 ±49                       | г. Омск                | 28.06.1994       | До 2011 года — Омский городской дендрологический сад. |
| 3 | Берег Черского                                   | геологический | 4,11 546 ±8                            | г. Омск                | 11.04.2012       | [ 43 ] [ 4 ]                                          |

### Природные парки
| № | Наименование  | Профиль | Площадь (га) в т.ч. охранная зона (м²) | Административный район | Дата образования | Примечания   |
| - | ------------- | ------- | -------------------------------------- | ---------------------- | ---------------- | ------------ |
| 1 | Птичья гавань | —       | 112,8 23 919 ±54                       | г. Омск                | 28.06.1994       | [ 47 ] [ 4 ] |

### Природные рекреационные комплексы
| № | Наименование    | Профиль | Площадь (га) в т.ч. охранная зона (м²) | Административный район | Дата образования | Примечания |
| - | --------------- | ------- | -------------------------------------- | ---------------------- | ---------------- | ---------- |
| 1 | Старозагородный | —       | 9,7 га                                 | г. Омск                | 15.12.2021       | [ 49 ]     |

## Местного значения
| № | Наименование          | Тип ООПТ                         | Профиль      | Площадь (га) в т.ч. охранная зона (м²) | Административный район | Дата образования | Примечания |
| - | --------------------- | -------------------------------- | ------------ | -------------------------------------- | ---------------------- | ---------------- | ---------- |
| 1 | «Яблоня сибирская»    | памятник природы                 | ботанический | 0,001                                  | Русско-Полянский       | 01.12.1980       |            |
| 2 | Долина р. Тлеусай     | охраняемый природный объект      | —            | 1 354,9                                | Русско-Полянский       | 28.06.2018       |            |
| 3 | Восточная роща        | природный рекреационный объект   | —            | 28,6                                   | г. Омск                | 2007             |            |
| 4 | Верхнеильинский       | природный комплекс               | —            | 1 108                                  | Черлакский             | 2009             |            |
| 5 | Дробышево, озеро Акча | природная территория             | —            | 148,6                                  | Нововаршавский         | 2012             |            |
| 6 | Прибрежный            | природный рекреационный комплекс | —            | 286,26                                 | г. Омск                | 13.02.2015       |            |

## Территории, утратившие охраняемый статус
| Наименование                                                                       | Тип ООПТ                                                                  | Профиль      | Площадь (га) в т.ч. охранная зона (м²) | Административный район        | Дата образования | Дата упразднения | Примечания |
| ---------------------------------------------------------------------------------- | ------------------------------------------------------------------------- | ------------ | -------------------------------------- | ----------------------------- | ---------------- | ---------------- | --- |
| Ленёво                                                                             | природная рекреационная зона (регионального значения)                     | —            | 1 800                                  | Муромцевский                  | 02.03.2001       | 14.03.2008       | :286 С 2013 озеро Ленёво снова под охраной государства как природный заказник регионального значения (см. выше). |
| Окунево                                                                            | природная историко-культурная рекреационная зона (регионального значения) | —            | 14 000                                 | Муромцевский, Большереченский | 02.03.2001       | 14.03.2008       | :286 |
| Черталы                                                                            | природная рекреационная зона (регионального значения)                     | —            | 1 050                                  | Муромцевский                  | 02.03.2001       | 14.03.2008       | :286 |
| «Ива белая»                                                                        | памятник природы (местного значения)                                      | ботанический | 0,001                                  | г. Омск                       | 01.12.1980       | 16.06.2022       | В связи с полной утратой объекта                                                                                 |
| Победовский школьный лесной заказник Победовский охраняемый природный объект       | охраняемый природный объект (местного значения)                           | —            | 6                                      | Нововаршавский                | 24.04.1980       | 15.09.2017       | |
| Новороссийский школьный лесной заказник Новороссийский охраняемый природный объект | охраняемый природный объект (местного значения)                           | —            | 7                                      | Нововаршавский                | 24.04.1980       | 15.09.2017       | |
| Бобринский школьный лесной заказник Бобринская березовая роща                      | охраняемый природный объект (местного значения)                           | ботанический | Н/Д                                    | Нововаршавский                | 24.04.1980       | 15.09.2017       | |
| Урочище Байгунды                                                                   | охраняемый природный объект (местного значения)                           | —            | 387,5                                  | Русско-Полянский              | 02.07.2018       | 26.05.2020       | |